# Saltos ornamentais nos Jogos Olímpicos de Verão da Juventude de 2010 - Plataforma 10 m individual feminino
A competição da categoria plataforma de 10 m feminino dos saltos ornamentais nos Jogos Olímpicos de Verão da Juventude de 2010 foi realizada no dia 21 de agosto no Complexo de Natação de Toa Payoh, em Singapura. Doze competidoras disputaram a fase de qualificação às 13:30 e a final às 20:30, sempre no horário de Singapura.

## Medalhistas
| Ouro   | CHN Liu Jiao       |
| Prata  | MAS Pandelela Pamg |
| Bronze | PRK Ji Hyang Sin   |

## Resultados
| Pos.              | Atleta                   | Qualificação | Qualificação | Final  | Final |
| Pos.              | Atleta                   | Pontos       | Pos.         | Pontos | Pos.  |
| ----------------- | ------------------------ | ------------ | ------------ | ------ | ----- |
| Medalha de ouro   | CHN Liu Jiao             | 491.45       | 1            | 479.60 | 1     |
| Medalha de prata  | MAS Pandelela Pamg       | 413.30       | 2            | 454.35 | 2     |
| Medalha de bronze | PRK Ji Hyang Sin         | 386.20       | 5            | 430.20 | 3     |
| 4                 | USA Annika Lenz          | 407.00       | 3            | 429.50 | 4     |
| 5                 | GER Kieu Duong           | 347.65       | 10           | 388.95 | 5     |
| 6                 | UKR Viktoriya Potyekhina | 383.20       | 6            | 385.95 | 6     |
| 7                 | AUS Hannah Thek          | 390.80       | 4            | 375.75 | 7     |
| 8                 | CAN Pamela Ware          | 357.90       | 9            | 373.05 | 8     |
| 9                 | MEX Teresa Vallejo       | 361.20       | 8            | 355.10 | 9     |
| 10                | GBR Megan Sylvester      | 377.10       | 7            | 351.60 | 10    |
| 11                | BRA Nicoli Cruz          | 313.85       | 11           | 322.10 | 11    |
| 12                | SIN Myra Jia Wen Lee     | 280.25       | 12           | 273.95 | 12    |